# Sphaeromatidae
Famille
Les Sphaeromatidae sont une famille de crustacés isopodes marins se nourrissant en filtrant l'eau, et fréquentant essentiellement les plages rocheuses, bien que quelques espèces aient la zone intertidale sableuse pour habitat, par exemple des espèces du genre Eurydice Leach, 1815.

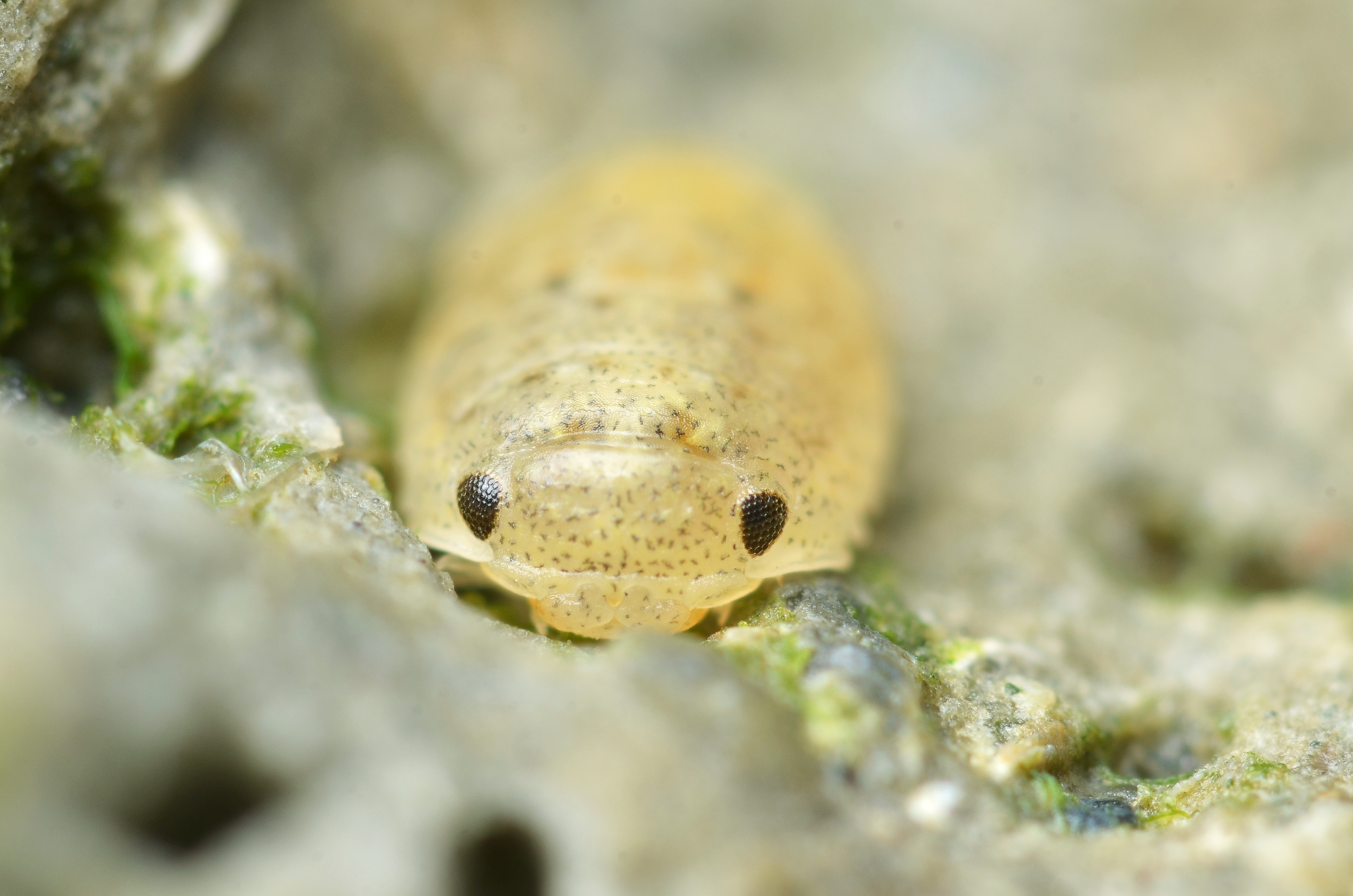
Lekanesphaera rugicauda
ici à Wimereux, dans la Région Nord-Pas-de-Calais sur la rive française du pas de Calais.

## Taxinomie
La famille des Sphaeromatidae appartient au sous-ordre des Sphaeromatidea ou des Flabellifera selon les classifications.

## Genres
- Agostodina Bruce, 1994
- Amphoroidea H. Milne-Edwards, 1840
- Amphoroidella Baker, 1908
- Anoplocopea Racovitza, 1908
- Apemosphaera Bruce, 1994
- Artopoles Barnard, 1920
- Botryias Richardson, 1910
- Caecocassidias Kussakin, 1967
- Caecosphaeroma Dollfus, 1896
- Calcipila Harrison & Holdich, 1984
- Campecopea Leach, 1814
- Cassidias Richardson, 1906
- Cassidina H. Milne-Edwards, 1840
- Cassidinella Whitelegge, 1901
- Cassidinidea Hansen, 1905
- Cassidinopsis Hansen, 1905
- Ceratocephalus Woodward, 1877
- Cerceis H. Milne Edwards, 1840
- Chitonopsis Whitelegge, 1902
- Chitonosphaera Kussakin & Malyutina, 1993
- Cilicaea Leach, 1818
- Cilicaeopsis Hansen, 1905
- Cliamenella Kussakin & Malyutina, 1987
- Clianella Boone, 1923
- Cymodetta Bowman & Kuhne, 1974
- Cymodoce Leach, 1814
- Cymodocella Pfeffer, 1887
- Cymodopsis Baker, 1926
- Discerceis Richardson, 1905
- Discidina Bruce, 1994
- Dynamene Leach, 1814
- Dynamenella Hansen, 1905
- Dynameniscus Richardson, 1905
- Dynamenoides Hurley & Jansen, 1977
- Dynamenopsis Baker, 1908
- Dynoides Barnard, 1914
- Eterocerceis Messana, 1990
- Exocerceis Baker, 1926
- Exosphaeroides Holdich & Harrison, 1983
- Exosphaeroma Stebbing, 1900
- Geocerceis Menzies & Glynn, 1968
- Gnorimosphaeroma Menzies, 1954
- Harrieta Kensley, 1987
- Haswellia Miers, 1884
- Hemisphaeroma Hansen, 1905
- Holotelson Richardson, 1909
- Ischyromene Racovitza, 1908
- Isocladus Miers, 1876
- Juletta Bruce, 1993B
- Kranosphaera Bruce, 1992
- Lekanesphaera Verhoeff, 1943
- Leptosphaeroma Hilgendorf, 1885
- Margueritta Bruce, 1993
- Maricoccus Poore, 1994
- Monolistra Gerstaecker, 1856
- Moruloidea Baker, 1908
- Naesicopea Stebbing, 1893
- Neonaesa Harrison & Holdich, 1982
- Neosphaeroma Baker, 1926
- Paracassidina Baker, 1911
- Paracassidinopsis Nobili, 1906
- Paracerceis Hansen, 1905
- Paracilicaea Stebbing, 1910
- Paradella Harrison and Holdich, 1982
- Paradynamene
- Paraimene Javed & Ahmed, 1988
- Paraleptosphaeroma Buss & Iverson, 1981
- Parasphaeroma Stebbing, 1902
- Paravireia Chilton, 1925
- Parisocladus  Barnard, 1914
- Pistorius Harrison & Holdich, 1982
- Platycerceis Baker, 1926
- Platynympha Harrison, 1984
- Platysphaera Holdich & Harrison, 1981
- Pseudocerceis Harrison & Holdich, 1982
- Pseudosphaeroma Chilton, 1909
- Ptyosphaera Holdich & Harrison, 1983
- Scutuloidea Chilton, 1883
- Sphaeramene Barnard, 1914
- Sphaeroma Bosc, 1802
- Sphaeromopsis Holdich & Jones, 1973
- Stathmos Barnard, 1940
- Striella Glynn, 1968
- Syncassidina Baker, 1928
- Thermosphaeroma Cole and Bane, 1978
- Tholozodium Eleftheriou, Holdich & Harrison, 1980
- Waiteolana Baker, 1926
- Zuzara Leach, 1818